# Lorna Heilbron
Lorna Heilbron (ur. 8 czerwca 1948 w Glasgow) – brytyjska aktorka telewizyjna i filmowa.
Wystąpiła gościnnie w serialach telewizyjnych ITV takich jak Ace of Wands (1971), Van der Valk (1977) czy Taggart (1992-97) i BBC One - Blake's 7 (1980) czy Lovejoy (1994). W spektaklu telewizyjnym BBC Two Królowa Kier (Queen of Hearts, 1985) zagrała Ann Drury, znudzoną gospodynię, która przebierając się w czarną bieliznę należącą do jej nastoletniej córki, zamienia się w prostytutkę. Pojawiła się też w telewizyjnym filmie Florence Nightingale (1985) z udziałem Jaclyn Smith i Timothy'ego Daltona, a także w thrillerze Dziewczyna na huśtawce (Girl in a Swing, 1988) z Meg Tilly.
Z czasem podjęła pracę jako terapeutka.
Jej starsza siostra Vivien (ur. 13 maja 1944) została także aktorką. W 1980 roku poślubiła aktora Nicholasa Claya, z którym miała dwie córki: Ellę i Madge.

## Wybrana filmografia
- 1969: Zaproszona (L'invitata) jako Lorna
- 1973: Creeping Flesh jako Penelope
- 1974: Symptoms (The Blood Virgin) jako Anne
- 1985: Florence Nightingale jako Selina
- 1989: Dziewczyna na huśtawce (Girl in a Swing) jako Flick